# Dirección General de Normas (México)
La Dirección General de Normas es una unidad administrativa dependiente de la Unidad de Normatividad, Competitividad y Competencia de la Secretaría de Economía. Es el encargado de ejercer las atribuciones conferidas en la Ley Federal sobre Metrología y Normalización (abrogada),Ley de Infraestructura de la Calidad,la Ley Federal de Protección al Consumidor, la Ley de Hidrocarburos, Ley Federal de Telecomunicaciones y Radiodifusión, los reglamentos y demás disposiciones aplicables en materia de normalización, metrología y evaluación de la conformidad, así como los acuerdos y tratados internacionales en esa materia.
Por ende establece a través de las Normas Oficiales Mexicanas (NOM) de aplicación obligatoria, los estándares mínimos de calidad de los productos y servicios, que se ofrecen a los habitantes y por medio de las Normas Mexicanas (NMX) de aplicación voluntaria determina la calidad de los productos y servicios de que se trate, particularmente para la protección y orientación de los consumidores; dichas normas en ningún caso podrán contener especificaciones inferiores a las establecidas en las Normas Oficiales Mexicanas
En México, las Normas Oficiales Mexicanas (NOM) de carácter obligatorio, son elaboradas por las Dependencias del Gobierno Federal según sus atribuciones a través de los Comités Consultivos de Nacionales de Normalización; siendo estas de carácter público.
Mientras que las Normas Mexicanas (NMX) de aplicación voluntaria, son promovidas por el sector privado, a través de los Organismos Nacionales de Normalización según su competencia; Mientras que para las áreas no cubiertas por dichos organismos las normas son realizadas y promovidas por la Secretaría de Economía a través de sus Comités Técnicos de Normalización Nacional.
Para dar máxima eficacia en materia de normalización, la Secretaría de Economía participa en foros y organismos internacionales como son Codex Alimentarius, Comisión Panamericana de Normas Técnicas (COPANT), Comisión Electrotécnica Internacional (IEC) y la Organización Internacional de Normalización (ISO).
De acuerdo con el Manual General de Organización de la Secretaría de Economía, la Dirección General de Normas es responsable de coordinar el sistema de normalización y evaluación de la conformidad, con base en lo dispuesto en Ley Federal sobre Metrología y Normalización y su Reglamento, para fomentar la competitividad de la industria y el comercio en el ámbito nacional e internacional.
Algunas de sus funciones son:
1. Aplicar la Ley Federal sobre Metrología y Normalización, su Reglamento, la Ley Federal de Protección al Consumidor, la Ley de Hidrocarburos, la Ley Federal de Telecomunicaciones y Radiodifusión, en el ámbito de competencia de la Secretaría de Economía, así como las disposiciones derivadas de dichas leyes, en lo relativo a la formulación, revisión, expedición, difusión y evaluación de la conformidad respecto de las Normas Oficiales Mexicanas y Normas Mexicanas.
2. Elaborar y dar a conocer las políticas públicas y estrategias en materia de metrología, normalización y evaluación de la conformidad, en el ámbito nacional e internacional, sin afectar las atribuciones de promoción y difusión a nivel internacional de la Subsecretaría de Comercio Exterior.
3. Establecer programas para el fomento de la calidad de los productos y servicios mexicanos y para la promoción y difusión de la normalización, metrología y evaluación de la conformidad, y de la investigación y análisis en la materia en coordinación con las dependencias y entidades de la Administración Pública Federal competentes, los Organismos Nacionales de Normalización, las Entidades de Acreditación y las Personas Acreditadas por éstas, las instituciones de enseñanza superior, asociaciones o colegios de profesionales.
4. Expedir y publicar la lista de instrumentos de medición, cuya calibración, verificación inicial, periódica o extraordinaria sea obligatoria.
5. Autorizar el uso de contraseñas y marcas oficiales y, en su caso conceder licencias para el uso de estas últimas en los términos de la Ley Federal sobre Metrología y Normalización y su Reglamento.
6. Elaborar conjuntamente con las dependencias competentes y Organismos Nacionales de Normalización, el Programa Nacional de Normalización y dirigir su ejecución en el área competencia de la Secretaría.
7. Elaborar, revisar, expedir, modificar, cancelar y difundir las Normas Oficiales Mexicanas y Normas Mexicanas en el ámbito de competencia de la Secretaría, así como determinar la fecha de su entrada en vigor y coordinarse con otras dependencias para la elaboración conjunta de normas oficiales mexicanas.
8. Establecer e implementar los procedimientos para la evaluación de la conformidad de las normas oficiales mexicanas y normas mexicanas u otras especificaciones, prescripciones o características determinadas, competencia de la Secretaría, y opinar sobre los procedimientos de evaluación de la conformidad elaborados por las demás dependencias competentes, relacionadas con los mismos.

## Trámites y Servicios de la Dirección General de Normas
De acuerdo con el Registro Federal de Trámites y Servicios la Dirección General de Normas realiza trámites sobre:
- Autorización para el uso de unidades de medida previstas en otros sistemas de unidades de medida.
- Aprobación del modelo o prototipo de instrumentos de medición y patrones sujetos a norma oficial mexicana, previa a su comercialización.
- Autorización de patrones nacionales de medición
- Autorización de Trazabilidad hacia Patrones Nacionales o Extranjeros
- Certificación a Solicitud de Parte de Normas Oficiales Mexicanas competencia de la Secretaría de Economía.
- Registro como Organismo Nacional de Normalización
- Aprobación de organismos de certificación, unidades de verificación, laboratorios de prueba o laboratorios de calibración, para evaluar la conformidad de normas oficiales mexicanas emitidas por la Secretaría de Economía.
- Autorización para operar como entidad de acreditación.
- Obtención del visto bueno para la celebración de acuerdos de reconocimiento mutuo.
- Registro de contraste, logotipo o signo propio del importador o productor nacional para identificar sus productos de oro, plata, platino o paladio.
- Autorización para la importación de muestras de mercancías sujetas a normas oficiales mexicanas competencia de la Secretaría de Economía.
- Refrendo del número de contraste, logotipo o signo propio del importador o productor nacional para identificar sus productos de oro, plata, platino o paladio.
- Certificado de Aprobación de Envasadores de Tequila (CAE).
- Autorización para producir Tequila o Tequila 100 % de Agave

## Ubicación
Desde el 1 de octubre de 2018, mediante Acuerdo publicado en el Diario Oficial de la Federación , el domicilio oficial de la Dirección General de Normas es en los pisos 7 y 13 del inmueble de la Secretaría de Economía que se ubica en calle Pachuca número 189, Colonia Condesa, Demarcación Territorial Cuauhtémoc, Código Postal 06140, en la Ciudad de México